# Leonardo Vinci
Pour les articles homonymes, voir Vinci.
Pour le peintre et savant de la Renaissance, voir Léonard de Vinci
Leonardo Vinci, né vers 1690 à Strongoli di Calabria et mort le 27 mai 1730 à Naples, est un compositeur baroque napolitain, connu pour ses opéras.

## Biographie
Né probablement vers 1690 ou vers 1696, Leonardo Vinci entre le 14 novembre 1708 au conservatoire dei Poveri di Gesù Cristo de Naples où il est l'élève de Gaetano Greco. Leonardo Vinci est embauché dix ans plus tard en 1718 par le prince Paolo di Sangro pour donner des leçons de musique au futur prince de Sansevero.

Il commence à se faire un nom en composant des opéras comiques en napolitain, tels que Lo cecato fauzo et Le doje lettere (1719), tous deux en napolitain. Il en compose onze de 1719 à 1724, dont Le zite 'n galera en 1722, qui obtient déjà un grand succès. La plupart de ses premiers ouvrages sont créés au Teatro dei Fiorentini à Naples, qui laisse une chance au compositeur de faire ses preuves. Ce succès préliminaire, qui fait de lui un compositeur attitré de la maison et l'étendard du genre comique dans la ville, lui assure une certaine renommée. Il se fait courtiser par les différentes maisons de Naples, pour des projets plus nobles. Il se tourne ainsi vers l’opera seria, avec Publio Cornelio Scipione, en 1722 au San Bartolomeo de Naples, puis Farnace à Rome, en 1724, qui connaît un grand triomphe et achève de faire reconnaître sa valeur. Le compositeur fait également son arrivée à Venise en 1725 avec Ifigenia in Tauride et Rosmira fedele puis Parme la même année avec l Trionfo di Camilla.

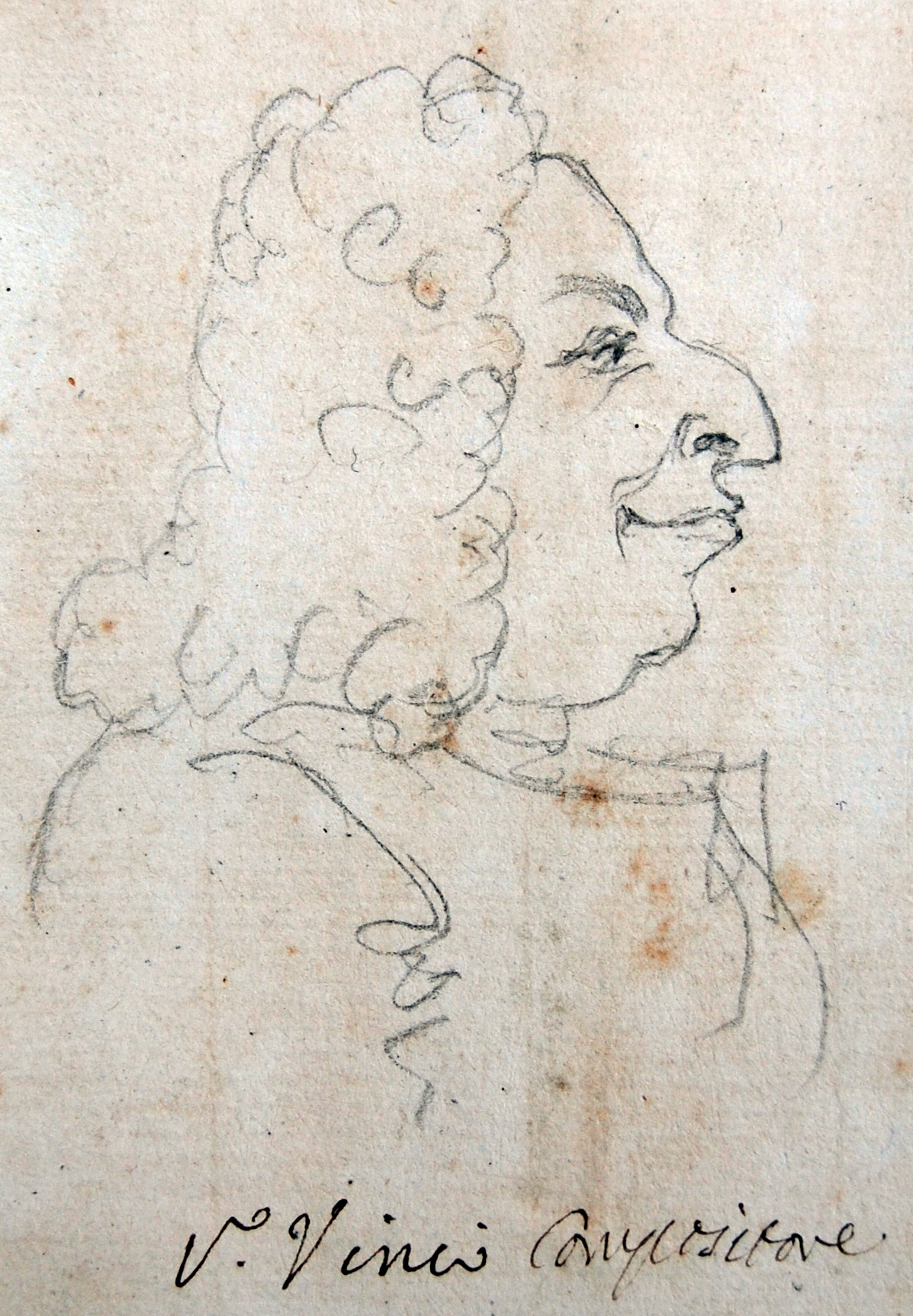
Caricature de Leonardo Vinci, dessinée par Pier Leone Ghezzi. British Museum

Successeur en 1725 d'Alessandro Scarlatti à la Chapelle Royale de Naples, il est à la tête de la nouvelle génération de compositeurs d'opera seria italiens. Il se différencie de son prédécesseur en simplifiant les mélodies, introduisant davantage de récitatifs accompagnés, mettant plus en valeur le caractère émotionnel des sentiments musicaux ou des personnages. Il est la tête de file d'une nouvelle génération de musiciens et d'un nouveau style pour la scène. Leonardo Vinci compose ainsi avec succès trente-sept opéras pour Venise, Rome, Padoue et bien sûr Naples, parmi lesquels Didone Abbandonata (Rome, 1728) et Artaserse (Rome, 1730), son dernier opéra, qui connaît un succès triomphal.
Leonardo Vinci meurt, ruiné à la fin de sa vie mais au comble de la gloire, comme étant la victime possible d'un chocolat empoisonné par un de ses nombreux ennemis pour se venger du compositeur qui, homme à femmes et épris de jeu, avait fait sa maîtresse de l'une des femmes de sa famille. Leonardo Vinci meurt le 27 mai 1730 à Naples et est enterré le 29 à l'église Santa Maria a Fornelli à l'âge de 34 ou 40 ans, selon son certificat de décès.

## Œuvre
Sa courte vie présente toutefois une abondante production pour les scènes lyriques de l'époque. Sa carrière se déroule dans plusieurs des principales ville d'Italie : Naples, Parme, Venise ou Rome. Son écriture musicale à la fois pleine de fraîcheur, de vivacité, d'invention et de grâce, est très souvent mise au service de l'extraordinaire technique des castrats comme Farinelli ou Carestini. Pergolèse (qui fut son élève) et Vivaldi imitèrent largement ses principes de composition, et Haendel s'inspira de son opéra Partenope (créé en 1725 pour le carnaval de Venise) pour créer à Londres sa propre Partenope en 1730 sur le même livret. L'ascension de Leonardo Vinci est accompagnée par l'émergence d'une nouvelle génération de chanteurs lyriques et également du poète librettiste, Pietro Metastasio, auteur de nombreux livrets maintes fois adaptés sur scènes. Avec Artaserse, Leonardo Vinci, avec le livret de Metastase, a très largement contribué à faire entrer l'opéra dans une nouvelle forme, depuis le dramma per musica vers l'opera seria. 
Son œuvre lyrique est redécouverte et interprétée sur scène vers la fin du xxe siècle en Italie notamment, puis fait l'objet d'un nouvel intérêt au tournant du siècle.

### Opéras

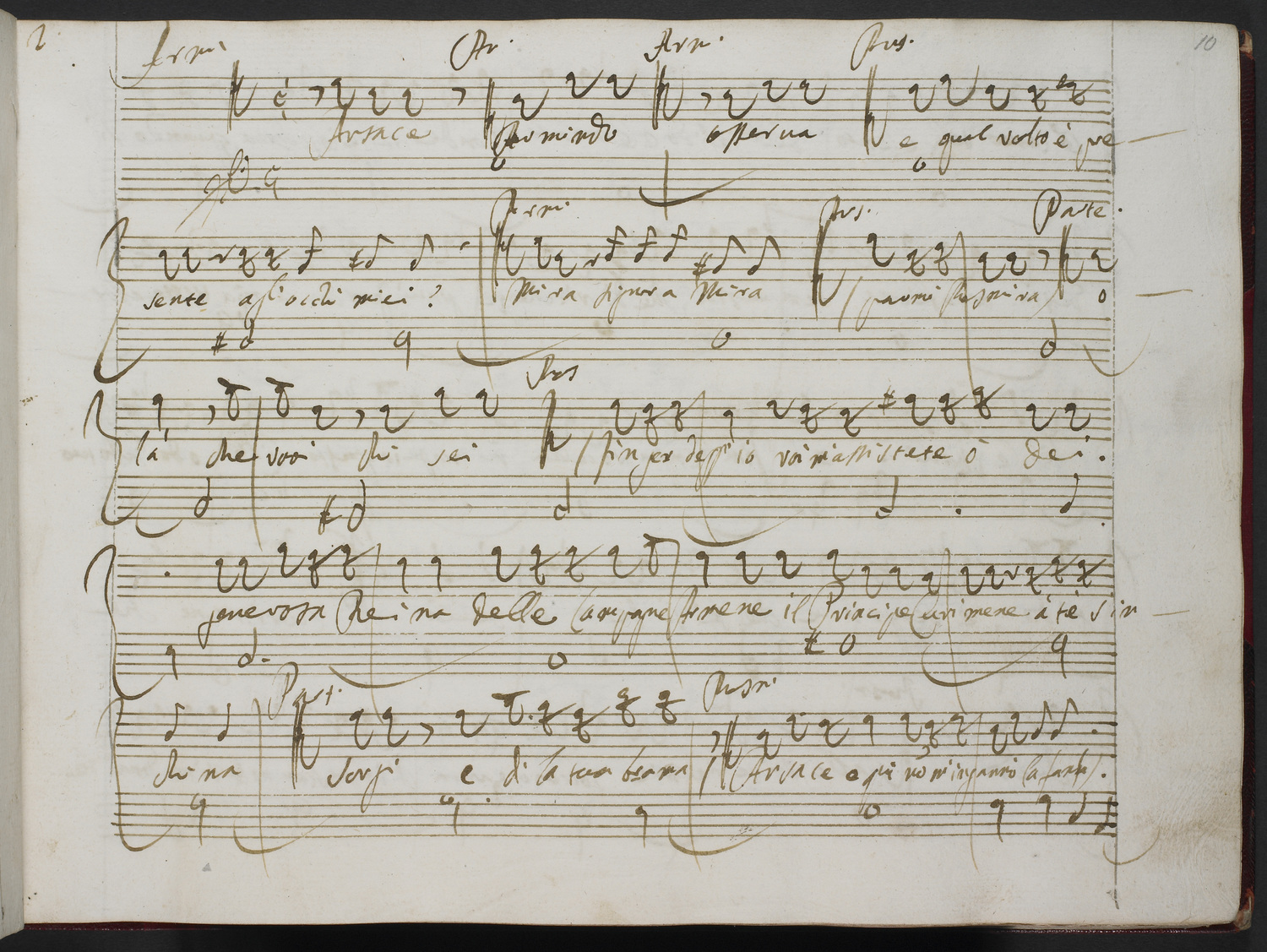
Manuscrit de Vinci pour Partenope

Leo laisse sur 37 opéras – les six premiers sont perdus – 18 opera seria. Liste complète : 
- Lo cecato fauzo [Le faux aveugle] (1719) livret en napolitain
- Le doje lettere (1719)
- Lo scagno (1720)
- Lo scassone (1720)
- Lo barone di Trocchia (1721)
- Don Ciccio (1721)
- Li zite 'ngalera (it) [Fiancés en galère], commedia per musica en 3 actes (Naples, 3 janvier 1722) Livret de Bernardo Saddumene
- La festa di Bacco (1722)
- Publio Cornelio Scipione (Naples, novembre 1722) Livret d'A. Salvi
- Lo castiello sacchiato (1722)
- Lo labberinto (1723)
- Semiramide (Rome, 1723) Livret de Metastase
- Partenope (1723)
- Silla dittatore (Naples, 1723) Livret d'A de Po'
- Farnace (Rome, 1724) Livret d'A.M. Lucchini
- La mogliera fedele (1724)
- Turno aricino (1724)
- Ifigenia in Tauride (Venise, 1725) Livret de B. Pasqualigo
- La Rosmira fedele (Venise, 1725) Livret de S. Stampiglia
- Il trionfo di Camilla (Parme, 1725) Livret de C.F. Frugoni
- Elpidia (1725)
- L'Astianatte (Naples, 1725) Livret d'A Salvi
- Didone abbandonata (Rome, 1726) Livret de Metastase
- Siroe, re di Persia (Venise, 1726) Livret de Metastase
- L'asteria (1726)
- Ernelinda (1726)
- Gismondo, re di Polonia (1727)
- La caduta de' Decemviri (Naples, 1727) Livret de S. Stampiglia
- Catone in Utica (Rome, 1728) Livret de Metastase
- Ezio (Rome, 1728) Livret de Metastase
- Medo (Parme, 1728) Livret de C.F. Frugoni
- Flavio Anicio Olibrio (1728)
- La Semiramide riconosciuta (Rome, 1729) Livret de Metastase
- Alessandro nell'Indie (Rome, 1729-30) Livret de Metastase
- Farnace (1729)
- La contesa dei numi (1729)[5]
- Massimiano (1729)
- Artaserse (Rome, 1730) Livret de Metastase